# Katzenbergpass
Der Katzenbergpass ist ein 480 m hoher Gebirgspass in Deutschland, der im nördlichen Teil Bayerns im Steigerwald liegt.

## Geographische Lage
Die über den Katzenberg führende Straße SW 50 und KT 47 verbindet die beiden Ortschaften Schönaich (Oberschwarzach) und Ebersbrunn. Der Katzenbergpass ist nach dem Zabelsteinpass der zweithöchstgelegene Pass im Steigerwald. Westlich vom Pass befindet sich der Kreuzberg.

## Katzenberg
Der  Katzenberg  gehört mit 480 m ü. NHN zu den höchsten Berge im Steigerwald und im Landkreis Schweinfurt. Er liegt im südöstlichen Teil vom Landkreis Schweinfurt in Unterfranken, direkt an der Grenze zum Landkreis Kitzingen.
An den südlichen Hängen befindet sich auf ca. 460 m die Quelle der Reichen Ebrach. Der Berg ist vor allem an den Westhängen sehr stark bewaldet.